# Witt (Illinois)
Witt je grad u američkoj saveznoj državi Ilinois. Prema popisu stanovništva iz 2010. u njemu je živjelo 903 stanovnika.